# Multimodal rehabilitering

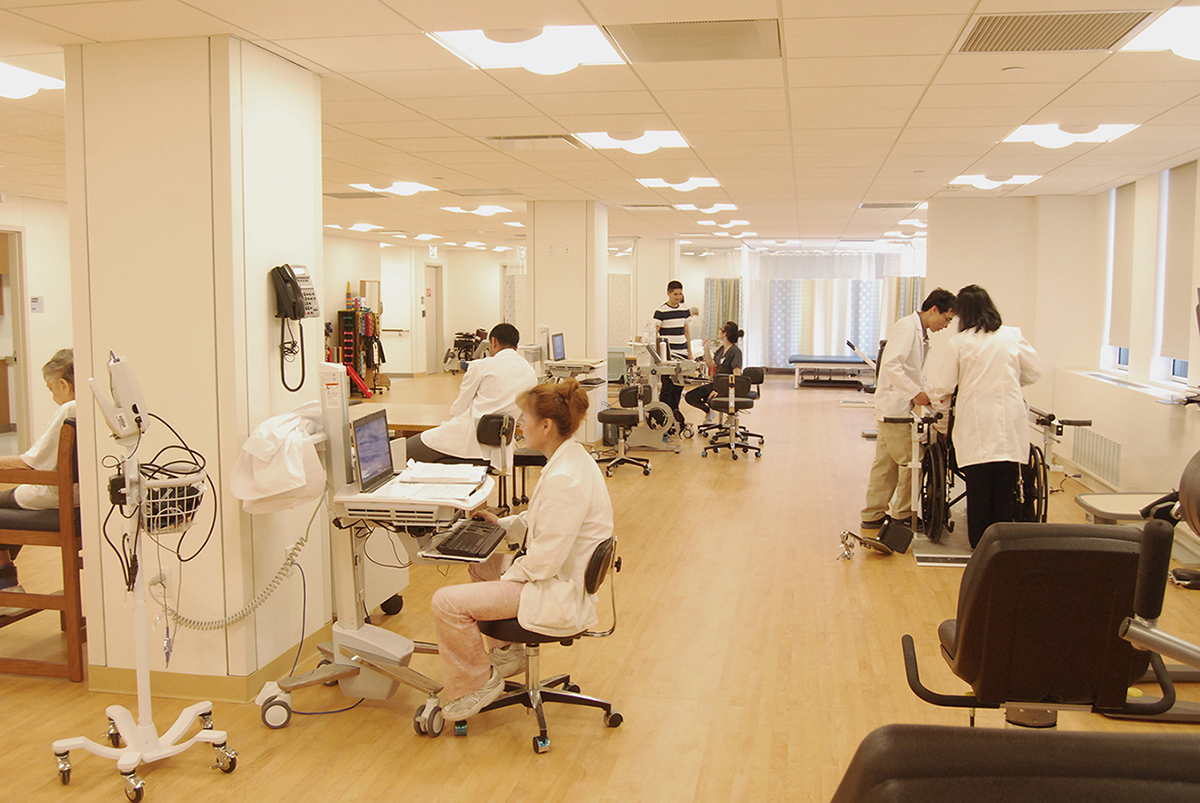
Gymlokal för fysioterapeutiska rehabiliteringsinsatser.

Multimodal rehabilitering (MMR) eller Interdisciplinär rehabilitering är en teambaserad vårdform som samlar flera vårdyrken i en gemensam rehabiliteringsinsats. Vanliga medlemmar i teamet är läkare, sjuksköterska, fysioterapeut, arbetsterapeut och psykolog.
Arbetet sker vanligen i enlighet med den biopsykosociala modellen och KBT-principer och kombinerar fysioterapeutisk träning med psykoterapeutiska insatser. Läkemedelsbehandling och kuratorsinsatser kan också vara komponenter i den multimodala rehabiliteringen. Rehabiliteringen kan ske individuellt eller i grupp och behandlingsprogrammens längd kan variera från några veckor till flera månader.
Multimodal rehabilitering är en vanlig vårdform inom specialiserad smärtrehabilitering för långvarig smärta. Insatsen syftar till minskade besvär, förbättrad hälsa och livskvalitet samt ökat arbets- och aktivitetsförmåga. Rehabiliteringens primära målsättning är dock inte smärtlindring. Istället ligger fokus på förståelse och acceptans samt beteendeaktivering och aktivt deltagande. Framsteg inom dessa områden kan samtidigt ofta leda till en minskad smärtintensitet. I SBU:s utvärdering av kunskapsläget 2021 visade multimodala metoder likvärdiga resultat som enklare insatser, men kunde möjligtvis vara mer effektiva vid just långvarig smärta. Det samlade vetenskapliga underlaget i frågan bedömdes dock som otillräckligt.

## Historia
Tidiga försök att skapa rehabiliteringsprogram för långvarig smärta genomfördes av John Bonica i USA på 1970-talet. Man hade noterat att sedvanliga medicinska och kirurgiska behandlingar ofta hade ringa effekt. Istället satsade man på ett teambaserat förhållningssätt som utöver det rent biomedicinska även fokuserade på sociala och psykologiska faktorer.
Den multimodala metoden fick ökad spridning under 1990-talet och har blivit förhärskande vid behandling av långvarig smärta i såväl Sverige som övriga Västvärlden.

## I Sverige
I Sverige fanns år 2022 cirka fyrtio olika specialistkliniker med MMR-baserad smärtrehabilitering. Behandlingsresultaten registreras vid rehabiliteringens slut och vid uppföljning ett år senare. Dessa data sparas i Nationellt kvalitetsregister över Smärtrehabilitering (NRS) för att användas inom forskning och utvärdering.